# Агис, Морис
Морис Агис (Эгис) (англ. Maurice Agis; 1931—2009) — английский художник и скульптор, чьи проекты Dreamspace привлекли внимание и участие в нём различных школ и художественных учреждений по всей Великобритании.

## Биография
Родился 7 декабря 1931 года в Лондоне.
В период между 1950 и 1962 годами изучал живопись и скульптуру в школе Saint Martin's School of Art в Лондоне, выполнив дипломную работу в художественном сообществе «Де Стейл» Министерства образования, культуры и науки Нидерландов в 1967 году.
Разочарование Мориса существующими галереями и музеями привело его к сотрудничеству с другим художником — Питером Джонсом (Peter Jones), с которым они в 1960-х годах создавали «интерактивные произведения». Одной из таких работ стало Spaceplace — первое из их абстрактных прогулочных пространств. Spaceplace было представлено в оксфордском Музее современного искусства (The Museum of Modern Art) в 1966 году, а в следующем году — в амстердамском городском музее. Морис Агис привлекал для своих работ студентов, которым преподавал искусство инсталляции в 1962—1973 годах.
После сотрудничества в течение 20 лет, Агис и Джонс пошли каждый своим путём. Первый сольный проект Агиса назывался Colourspace и был представлен впервые в Лондоне в 1980 году, а затем — в Лос-Анджелесе и Брисбене. Когда Colourspace был показан в немецком приморском городе Травемюнде в июле 1986 года, он оторвался от поверхности с земли, ранив пять человек.
22 июля 2006 года компания Агиса установила Dreamspace V в парке Риверсайд города Честер-ле-стрит, второго из трёх городов тура по Великобритании. На следующий день, повторив события многолетней давности, надувная инсталляция внутри которой находились люди, оторвалась от земли и покатилась по парку, столкнувшись с опорой видеонаблюдения. В результате пострадало более десяти человек; две женщины, выпавшие из этой конструкции, погибли. После этого инцидента полиция собрала остатки Dreamspace и начала совместное с Управлением по охране труда Великобритании расследование.

### Судебное разбирательство
29 ноября 2006 года Агис был арестован по подозрению в убийстве. Скульптор был освобожден под залог в ожидании дальнейшего расследования. Было сообщено, дальнейшее расследование состоится летом 2007 года, но было продлено до конца ноября. 13 февраля 2008 года Морису Агису был предъявлено обвинение в небрежности, повлекшей смерть людей. Судебный процесс начался 26 января 2009 года, Агису вменялось нарушение охраны труда и безопасности на рабочем месте. Присяжные не смогли вынести вердикта по обвинению в убийстве, и британская Crown Prosecution Service объявила, что не будет никакого повторного судебного разбирательства. 26 марта 2009 года Агис был оштрафован на 10 000 фунтов стерлингов за нарушения, связанные с охраной труда. 12 августа этого же года штраф был уменьшен до 2 500 фунтов стерлингов в апелляционном порядке.
Скульптор умер спустя два месяца — 12 октября 2009 года в Испании.